# 小行星21679
小行星21679（21679 Bettypalermiti）是一颗绕太阳运转的小行星，为主小行星带小行星。该小行星于1999年9月8日发现。

## 轨道参数
小行星21679的轨道半长轴为2.2190184 UA，离心率为0.200。